# Parti des jeunes progressistes
Le Parti des jeunes progressistes (en anglais : Young Progressives Party ; YPP) est un parti politique social-démocrate nigérian. Le parti est créé pour concurrencer les deux principaux partis contemporains du Nigeria, le Parti démocratique populaire et le Congrès des progressistes. Dans son manifeste, il appelle à des efforts concertés pour améliorer le bien-être, lutter pour la justice sociale et offrir l'égalité des chances à tous les citoyens du Nigeria.

## Histoire
Le Parti des jeunes progressistes est formé en 2016 en tant qu'association politique. Le 7 juin 2017, l'association est officiellement enregistrée en tant que parti politique ayant satisfait à toutes les conditions requises pour être un parti au Nigeria. Le parti est formé sur les principes de la social-démocratie et de la gouvernance inclusive. Le président national du parti est l'évêque Amakiri et le parti compte plus de 30 millions de membres à travers le Nigeria.

## Résultats électoraux

### Élections présidentielles
| Élection | Candidat         | 1er tour | 1er tour | Résultat |
| Élection | Candidat         | Voix     | %        | Résultat |
| -------- | ---------------- | -------- | -------- | -------- |
| 2019     | Kingsley Moghalu | 21 886   | 0,08     | Élu      |
| 2023     | Kingsley Moghalu |          |          | Élu      |

### Élections législatives et sénatoriales
| Élection | Chambre des représentants | Chambre des représentants | Sénat   | Sénat |
| Élection | Sièges                    | +/–                       | Sièges  | +/–   |
| -------- | ------------------------- | ------------------------- | ------- | ----- |
| 2023     | 1 / 360                   |                           | 1 / 109 |       |